# Clethra pedicellaris
Clethra pedicellaris là một loài thực vật có hoa trong họ Clethraceae. Loài này được Turcz. mô tả khoa học đầu tiên năm 1863.